# Ritchie Kitoko
Ritchie Kitoko (Kinshasa, 11 juni 1988) is een Belgisch voetballer van Congolese komaf die bij voorkeur als defensieve middenvelder speelt. Hij verruilde in juli 2018 UCAM Murcia CF voor Racing Santander.

## Carrière

### Clubcarrière
Kitoko begon zijn loopbaan als middenvelder in de jeugd van Standard Luik. In 2006 verhuisde hij naar Spanje om te spelen voor Albacete Balompié dat uitkomt in de Segunda División A. In augustus 2009 werd hij voor twee miljoen euro verkocht aan de Italiaanse eersteklasser Udinese. Kitoko werd vijf keer uitgeleend en speelde uiteindelijk nooit een wedstrijd voor de club. In 2016 trok hij transfervrij naar UCAM Murcia CF, waarmee hij in 2017 naar de Segunda División B degradeerde. In 2018 stapte hij over naar Racing Santander, waarmee hij in 2019 weer naar de Segunda División A promoveerde.

### Interlandcarrière
Kitoko heeft de jeugdreeksen van de nationale elftallen doorlopen tot en met de beloften. In mei 2009 werd hij door toenmalig bondscoach Franky Vercauteren opgenomen in de selectie voor de Kirin Cup. Hij kwam in beide wedstrijden van het toernooi niet in actie.

## Statistieken
| Seizoen | Club               | Land        | Competitie         | Duels | Doelp. |
| ------- | ------------------ | ----------- | ------------------ | ----- | ------ |
| 2007/08 | Albacete Balompié  | Spanje      | Segunda División A | 1     | 0      |
| 2008/09 | Albacete Balompié  | Spanje      | Segunda División A | 33    | 2      |
| 2009/10 | Udinese            | Italië      | Serie A            | 0     | 0      |
| 2009/10 | → Granada CF       | Spanje      | Segunda División B | 0     | 0      |
| 2010/11 | → Granada CF       | Spanje      | Segunda División A | 4     | 0      |
| 2010/11 | → CD Tenerife      | Spanje      | Segunda División A | 17    | 0      |
| 2011/12 | → CD Tenerife      | Spanje      | Segunda División B | 22    | 2      |
| 2012/13 | → Girona FC        | Spanje      | Segunda División A | 7     | 0      |
| 2013/14 | → Real Jaén        | Spanje      | Segunda División A | 34    | 0      |
| 2014/15 | → Asteras Tripolis | Griekenland | Super League       | 2     | 0      |
| 2015/16 | → Asteras Tripolis | Griekenland | Super League       | 7     | 0      |
| 2016/17 | UCAM Murcia CF     | Spanje      | Segunda División A | 21    | 0      |
| 2017/18 | UCAM Murcia CF     | Spanje      | Segunda División B | 34    | 0      |
| 2018/19 | Racing Santander   | Spanje      | Segunda División B | 14    | 1      |
| Totaal  | Totaal             | Totaal      | Totaal             | 202   | 5      |

Bijgewerkt t/m 25 juni 2019.